# Ohrana
Ohrana (bułg. Охрана) – formacja zbrojna Wewnętrznej Macedońskiej Organizacji Rewolucyjnej złożona z macedońskich Bułgarów podczas II wojny światowej.

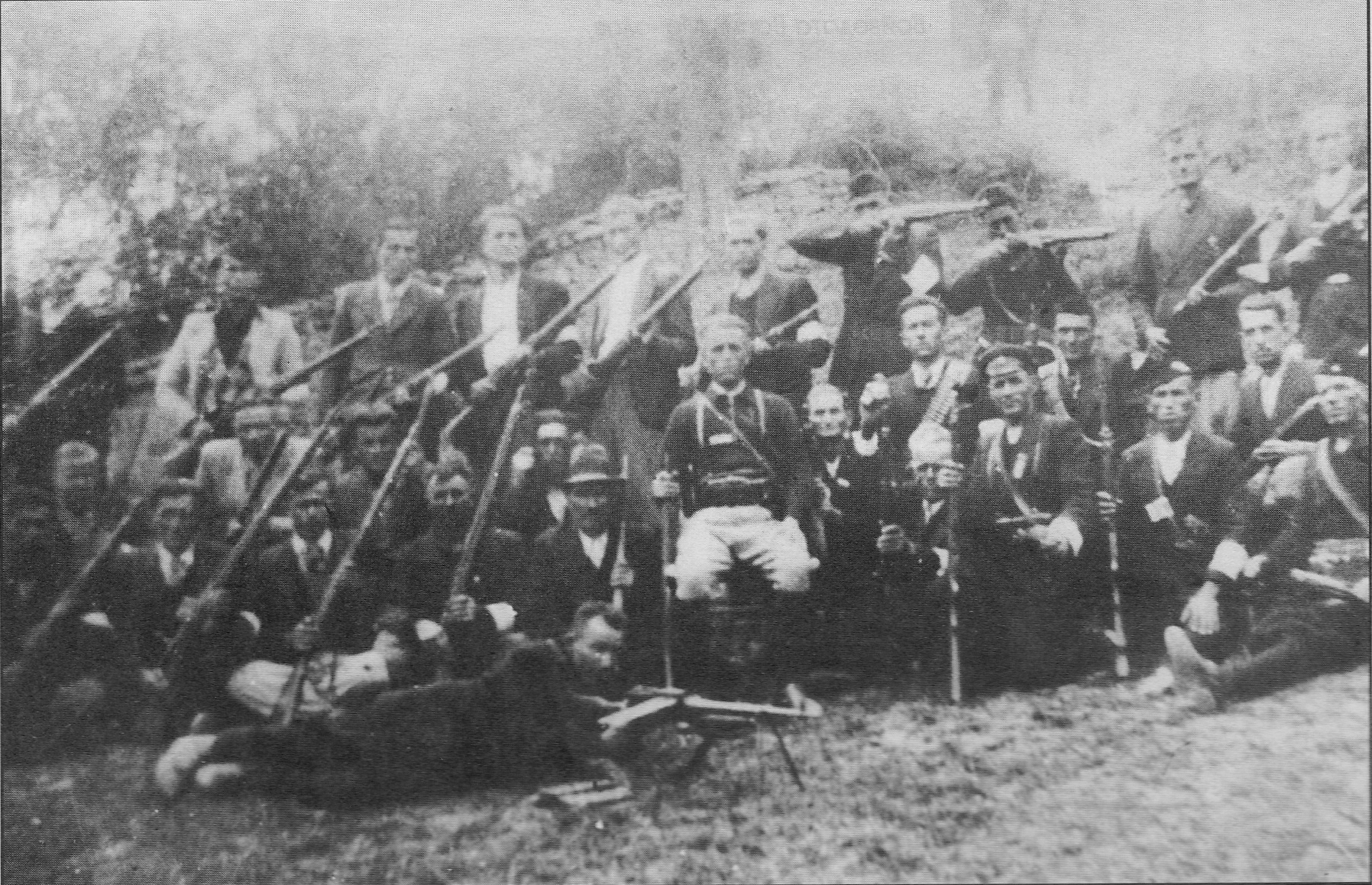
Pododdział Ohrany w 1943

Po upadku Grecji pod koniec kwietnia 1941 roku, grecka Macedonia była okupowana przez wojska niemieckie, włoskie i bułgarskie. Wkrótce w Salonikach został otworzony – za zgodą Niemców – bułgarski klub wojskowy, za pomocą którego Bułgarzy organizowali dostawę żywności i innych materiałów dla słowiańskich mniejszości narodowych. W 1942 z jego inicjatywy rozpoczęto formować spośród przedstawicieli tych mniejszości uzbrojone oddziały milicji. Otrzymały one nazwę Ohrana. Podlegały one politycznie Wewnętrznej Macedońskiej Organizacji Rewolucyjnej (VMRO). Organizowali je oficerowie bułgarskiej armii pochodzenia macedońskiego. W 1943 w Kastorii – z pomocą Włochów – powstał Kastoryjski Komitet Włosko-Bułgarski. Odpowiadał on za tworzenie oddziałów Ohrany w rejonie Kastorii, gdzie coraz częściej dochodziło do ataków lewicowej partyzantki ELAS, a także komunistów macedońskich. Głównym działaczem na tym obszarze był Andon Kalczew. Miał on poparcie dowódcy włoskich wojsk okupacyjnych w Kastorii, płk. Ravalli. Po pewnym czasie A. Kalczew został przeniesiony do niemieckiej strefy okupacyjnej, gdzie w rejonie Edessy i Floriny zaczął tworzyć kolejne oddziały Ohrany. Liczebność całej formacji latem 1944 r. osiągnęła ogółem ok. 12 tys. ludzi. Współdziałały one z Ochotniczymi Batalionami VMRO, które powstały na pocz. 1944 r. w Kastorii, Edessie i Florinie (częściowo spośród członków miejscowych oddziałów Ohrany). Przywódca VMRO, Iwan Michajłow, w czerwcu 1944 r. chciał na bazie batalionów VMRO i oddziałów Ohrany sformować ochotniczy korpus wojskowy, mający być zaczątkiem sił zbrojnych niezależnej Macedonii, ale nie zgodzili się na to Niemcy. Bataliony VMRO i oddziały Ohrany (zreorganizowane i dozbrojone przez Niemców) toczyły coraz cięższe i krwawe walki z lewicową partyzantką grecką i macedońską. Wiele z nich zostało zniszczonych (m.in. dwie kompanie podczas ataku oddziałów ELAS na Edessę), część zmuszonych do wycofania się. Ponadto brały udział w niemieckich operacjach antypartyzanckich, w wyniku których poniosły dalsze straty. Po przejściu Bułgarii na stronę aliantów, a następnie opuszczeniu Grecji przez niemieckie wojska okupacyjne Ohrana straciła swoich protektorów. Ostatnie oddziały Ohrany zostały rozbite do końca 1944 r. Andon Kalczew próbował przedostać się do Niemiec, ale został schwytany w miejscowości Bitola przez partyzantów, po czym po procesie w Salonikach skazany na karę śmierci. Tak postąpiono z wieloma członkami Ohrany. Niektórym udało się zbiec do Niemiec. Działalność VMRO w Bułgarii, Jugosławii i Grecji została kompletnie zniszczona, przenosząc się na emigrację.